# Sydamerikanska mästerskapet i fotboll 1941
Sydamerikanska mästerskapet i fotboll 1941 spelades i Santiago de Chile, Chile 2 februari-4 mars 1941.
Chile bad om att få anordna turneringen för att fira 400-årsjubileet av då Pedro de Valdivia grundade Santiago de Chile. På grund av detta räknas det som en extraturnering, och vinnaren tilldelades ingen trofé.
Deltog gjorde Argentina, Chile, Ecuador, Peru och Uruguay. 
Bolivia, Brasilien, Colombia och Paraguay drog sig ur.

## Domare
- José Macías (Argentina)
- Víctor Francisco Rivas (Chile)
- Alfredo Vargas (Chile)
- Aníbal Tejada (Uruguay)

## Matcher
Lagen spelade i en serie där alla mötte alla, där vinst gav två poäng, oavgjort en och förlust noll. 
| Nr | Lag       | S | V | O | F | GM | IM | MS  | P |
| -- | --------- | - | - | - | - | -- | -- | --- | - |
| 1  | Argentina | 4 | 4 | 0 | 0 | 10 | 2  | +8  | 8 |
| 2  | Uruguay   | 4 | 3 | 0 | 1 | 10 | 1  | +9  | 6 |
| 3  | Chile     | 4 | 2 | 0 | 2 | 6  | 3  | +3  | 4 |
| 4  | Peru      | 4 | 1 | 0 | 3 | 5  | 5  | 0   | 2 |
| 5  | Ecuador   | 4 | 0 | 0 | 4 | 1  | 21 | −20 | 0 |

|  | 2 februari | Chile                                            | 5 – 0   | Ecuador | Estadio Nacional                               |                                                |
|  |            | Toro 10′ Sorrel 18′, 78′ Pérez 25′ Contreras 43′ | (4 – 0) |         | Publik: 40 000 Domare: José Macías (Argentina) | Publik: 40 000 Domare: José Macías (Argentina) |
|  |            |                                                  |         |         | Publik: 40 000 Domare: José Macías (Argentina) | Publik: 40 000 Domare: José Macías (Argentina) |
|  |            |                                                  |         |         | Publik: 40 000 Domare: José Macías (Argentina) | Publik: 40 000 Domare: José Macías (Argentina) |

|  | 9 februari | Uruguay                                                   | 6 – 0   | Ecuador | Estadio Nacional                              |                                               |
|  |            | Gambetta 16′ Rivero 23′, 87′ Porta 39′ Laurido 75′ (sjm.) | (3 – 0) |         | Publik: 70 000 Domare: Alfredo Vargas (Chile) | Publik: 70 000 Domare: Alfredo Vargas (Chile) |
|  |            |                                                           |         |         | Publik: 70 000 Domare: Alfredo Vargas (Chile) | Publik: 70 000 Domare: Alfredo Vargas (Chile) |
|  |            |                                                           |         |         | Publik: 70 000 Domare: Alfredo Vargas (Chile) | Publik: 70 000 Domare: Alfredo Vargas (Chile) |

|  | 9 februari | Chile     | 1 – 0   | Peru | Estadio Nacional                               |                                                |
|  |            | Pérez 20′ | (1 – 0) |      | Publik: 70 000 Domare: José Macías (Argentina) | Publik: 70 000 Domare: José Macías (Argentina) |
|  |            |           |         |      | Publik: 70 000 Domare: José Macías (Argentina) | Publik: 70 000 Domare: José Macías (Argentina) |
|  |            |           |         |      | Publik: 70 000 Domare: José Macías (Argentina) | Publik: 70 000 Domare: José Macías (Argentina) |

|  | 12 februari | Argentina      | 2 – 1   | Peru         | Estadio Nacional                              |                                               |
|  |             | Moreno 2′, 72′ | (1 – 0) | 53′ Socarraz | Publik: 45 000 Domare: Alfredo Vargas (Chile) | Publik: 45 000 Domare: Alfredo Vargas (Chile) |
|  |             |                |         |              | Publik: 45 000 Domare: Alfredo Vargas (Chile) | Publik: 45 000 Domare: Alfredo Vargas (Chile) |
|  |             |                |         |              | Publik: 45 000 Domare: Alfredo Vargas (Chile) | Publik: 45 000 Domare: Alfredo Vargas (Chile) |

|  | 16 februari | Argentina                                  | 6 – 1   | Ecuador    | Estadio Nacional                               |                                                |
|  |             | Marvezzi 3′, 17′, 28′, 39′, 59′ Moreno 30′ | (5 – 0) | 47′ Freire | Publik: 70 000 Domare: Aníbal Tejada (Uruguay) | Publik: 70 000 Domare: Aníbal Tejada (Uruguay) |
|  |             |                                            |         |            | Publik: 70 000 Domare: Aníbal Tejada (Uruguay) | Publik: 70 000 Domare: Aníbal Tejada (Uruguay) |
|  |             |                                            |         |            | Publik: 70 000 Domare: Aníbal Tejada (Uruguay) | Publik: 70 000 Domare: Aníbal Tejada (Uruguay) |

|  | 16 februari | Chile | 0 – 2   | Uruguay                  | Estadio Nacional                               |                                                |
|  |             |       | (0 – 1) | 35′ Cruche 78′ Chirimini | Publik: 70 000 Domare: José Macías (Argentina) | Publik: 70 000 Domare: José Macías (Argentina) |
|  |             |       |         |                          | Publik: 70 000 Domare: José Macías (Argentina) | Publik: 70 000 Domare: José Macías (Argentina) |
|  |             |       |         |                          | Publik: 70 000 Domare: José Macías (Argentina) | Publik: 70 000 Domare: José Macías (Argentina) |

|  | 23 februari | Peru                                    | 4 – 0   | Ecuador | Estadio Nacional                                      |                                                       |
|  |             | T. Fernández 25′, 32′, 48′ Vallejas 36′ | (3 – 0) |         | Publik: 48 000 Domare: Víctor Francisco Rivas (Chile) | Publik: 48 000 Domare: Víctor Francisco Rivas (Chile) |
|  |             |                                         |         |         | Publik: 48 000 Domare: Víctor Francisco Rivas (Chile) | Publik: 48 000 Domare: Víctor Francisco Rivas (Chile) |
|  |             |                                         |         |         | Publik: 48 000 Domare: Víctor Francisco Rivas (Chile) | Publik: 48 000 Domare: Víctor Francisco Rivas (Chile) |

|  | 23 februari | Argentina  | 1 – 0   | Uruguay | Estadio Nacional                              |                                               |
|  |             | Sastre 53′ | (0 – 0) |         | Publik: 48 000 Domare: Alfredo Vargas (Chile) | Publik: 48 000 Domare: Alfredo Vargas (Chile) |
|  |             |            |         |         | Publik: 48 000 Domare: Alfredo Vargas (Chile) | Publik: 48 000 Domare: Alfredo Vargas (Chile) |
|  |             |            |         |         | Publik: 48 000 Domare: Alfredo Vargas (Chile) | Publik: 48 000 Domare: Alfredo Vargas (Chile) |

|  | 26 februari | Uruguay                 | 2 – 0   | Peru | Estadio Nacional                               |                                                |
|  |             | Riephoff 37′ Varela 70′ | (1 – 0) |      | Publik: 20 000 Domare: José Macías (Argentina) | Publik: 20 000 Domare: José Macías (Argentina) |
|  |             |                         |         |      | Publik: 20 000 Domare: José Macías (Argentina) | Publik: 20 000 Domare: José Macías (Argentina) |
|  |             |                         |         |      | Publik: 20 000 Domare: José Macías (Argentina) | Publik: 20 000 Domare: José Macías (Argentina) |

|  | 4 mars | Chile | 0 – 1   | Argentina  | Estadio Nacional                               |                                                |
|  |        |       | (0 – 0) | 71′ García | Publik: 70 000 Domare: Aníbal Tejada (Uruguay) | Publik: 70 000 Domare: Aníbal Tejada (Uruguay) |
|  |        |       |         |            | Publik: 70 000 Domare: Aníbal Tejada (Uruguay) | Publik: 70 000 Domare: Aníbal Tejada (Uruguay) |
|  |        |       |         |            | Publik: 70 000 Domare: Aníbal Tejada (Uruguay) | Publik: 70 000 Domare: Aníbal Tejada (Uruguay) |

## Skytteligan
5 mål
- Juan Marvezzi

3 mål
- José Manuel Moreno
- Teodoro Fernández
- Ismael Rivero

2 mål
- Raúl Pérez - Enrique Sorrel

1 mål
- Enrique García - Antonio Sastre
- Armando Contreras - Raúl Toro
- César Augusto Freire
- César Socarraz - Manuel Vallejas
- Oscar Chirimini - Ubaldo Cruche - Schubert Gambetta - Obdulio Varela - Roberto Porta - Juan Pedro Riephoff

Självmål
- Jorge Laurido (för Uruguay)